# تشري فالي (إلينوي)
تشري فالي (بالإنجليزية: Cherry Valley)‏ هي منطقة سكنية تقع في الولايات المتحدة في إلينوي. يقدر عدد سكانها بـ 3,143 نسمة .